# Kovács Pál (pilóta)
Kovács Pál (1937.) magyar hatósági berepülőpilóta, sportrepülő, oktató.

## Életpálya

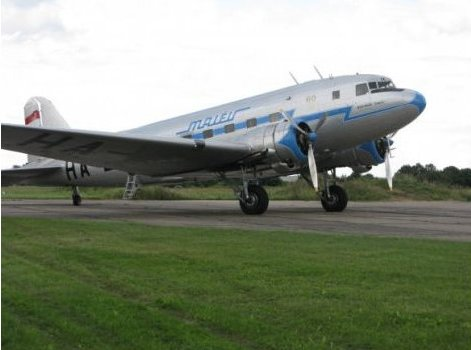
A felújított Li-2

1952-ben kezdett repülni vitorlázó repülőgéppel Békéscsabán. 1958-tól 1966-ig  minden évben részt vett a Magyar Nemzeti Vitorlázórepülő Bajnokságokon. A vitorlázó repülőgép válogatott keret tagja volt. 1966-ban Budaörsi repülőtérre függetlenített oktatónak alkalmazták, ezért a vitorlázást befejezte. 1967-től kezdett a motoros műrepüléssel foglalkozni. Több éven keresztül a Magyar Nemzeti Motoros Műrepülő Bajnokság résztvevője. A műrepülő válogatott tagja. A repülőbemutatók állandó közreműködője,  egy évtizeden keresztül a motoros műrepülő kötelék egyik tagja volt. Hazai műrepülőink körében sokszor szerepelt tanácsadói, oktatói, edzői, majd bírói szerepkörben. A Budaörsön található, egyetlen működőképes Li–2-es repülőgép berepülőpilótája volt. 1970-ben a Közlekedési és Postaügyi Minisztérium Légügyi Főosztályára került hatósági berepülőpilótának, amit 2006-ig, nyugdíjazásáig betöltött. A repülésben eltöltött 56 év alatt  több mint 240 repülőgép típust repült motoros, helikopter, vitorlázó és autogiro szakterületen. Összes repült ideje meghaladja a 16 000 órát.

## Sportegyesületei
1959-től az IMRK tagja,

## Sporteredmények
- 1957-ben repülte meg az ezüstkoszorús követelményt,
- teljesítette az aranykoszorús követelményt,

### Világbajnokság
1970-ben Angliában a motoros világbajnokságon a magyarok közül a legjobb, a 18. pozíciót szerezte meg.

### Magyar bajnokság
1966-ban országos bajnokságot nyert vitorlázó repülésben,

## Sportvezetőként
2000 és 2002 között a Magyar Repülő Szövetség alelnöki tisztét is betöltötte,

## Szakmai sikerek
2011-ben megkapta a Magyar Polgári Repülésért Érdemérmet

## Külső hivatkozások
- Kovács Pál. aeromagazin.hu. (Hozzáférés: 2012. január 27.)